# Autonomiebeginsel
Het autonomiebeginsel is een beginsel uit het privaatrecht dat uitdrukt dat rechtssubjecten in staat (moeten) zijn om zelf naar eigen voorkeuren hun belangen te behartigen. 

## Autonomiebeginsel in het Nederlands burgerlijk recht
Het beginsel van de autonomie komt onder andere tot uiting in de vrijheid die het burgerlijk recht toelaat aan partijen om zelf de overeenkomsten te sluiten die zij wensen. Het Burgerlijk Wetboek bevat hoofdzakelijk regels van regelend recht, wat in het burgerlijk recht overeenkomt met aanvullend recht, en nauwelijks van dwingend recht. In beginsel kunnen partijen alle mogelijk denkbare overeenkomsten sluiten, zolang deze natuurlijk niet in strijd komen met andere rechtsregels. Het contractenrecht zal bij de beoordeling van de beoordeling van de rechtsgeldigheid van overeenkomsten ook rekening houden met het autonomiebeginsel.
Ook speelt het autonomiebeginsel een rol in het burgerlijk procesrecht, waar het tot uiting komt in het accusatoire karakter van het civiele proces. Er is hier sprake van een hoge mate van partijautonomie: partijen kunnen zelf ervoor kiezen om al dan niet te procederen. Ook bepalen partijen zelf waarover zij precies procederen, welke feiten zij al dan niet aandragen of bestrijden en of zij het proces met wederzijdse instemming willen beëindigen. De burgerlijke rechter is "lijdelijk": zowel ten aanzien van het onderwerp van het geschil als ten aanzien van het zoeken naar (bevestiging of ontkrachting van) bewijs zal hij terughoudend optreden.